# Xavier de Ravignan
Pour les articles homonymes, voir Ravignan.
 (avril 2019).
Gustave-François-Xavier de La Croix de Ravignan, dit Xavier de Ravignan, né le 1er décembre 1795 à Bayonne (France) et décédé le 26 février 1858 à Paris, est un prêtre jésuite français. Directeur spirituel, écrivain et prédicateur de renom, il donna les Conférences de Carême à Notre-Dame de Paris de 1837 à 1846.

## Biographie

### Jeunesse et formation
Xavier de La Croix de Ravignan est issu d'une famille anoblie au XVIIIe siècle par la charge de conseiller-secrétaire du roi à Bayonne, plus tard établie en Armagnac (Gascogne). Né le 1er décembre 1795 à Bayonne — dont son père, Bernard-Paul de la Croix de Ravignan, était alors le maire — il a un frère aîné et deux sœurs dont l’une deviendra la femme du général Exelmans. Après des études faites à Paris il remplit brillamment durant quelques années les fonctions de substitut au barreau de Paris.
En mai 1822 — Ravignan a 27 ans — il abandonne subitement une carrière dans la magistrature qui s’annonce brillante pour entrer au séminaire sulpicien d’Issy-les-Moulineaux.  Six mois plus tard, le 2 novembre de la même année, il change d’orientation et entre au noviciat jésuite de Montrouge. De 1824 à 1828 il fait les études de théologie préparatoires au sacerdoce, d’abord à Paris (1824-1826) et puis à Dole (1826-1828), où il est ordonné prêtre le 25 juillet 1828.  
Son premier poste est à Saint-Acheul (Amiens) où il enseigne la théologie aux jeunes jésuites, et après la révolution de 1830 à Brigue, en Suisse. Sa formation religieuse se termine avec le Troisième An fait en 1833-34 à Estavayer (en Suisse) sous la direction du père Nicolas Godinot.
Il œuvre et participe activement avec Augustin Louis Cauchy et Charles Lenormant et bien d’autres noms célèbres de son époque à la fondation de L'Œuvre des Écoles d'Orient, plus connue actuellement sous le nom de L’Œuvre d’Orient, le 4 avril 1856 ou deux de ces confrères jésuites siègent au sein de son 1er conseil général, pères Jean-Xavier Gagarine et Charles Daniel. Sur sa recommandation appuyée par Félix Dupanloup les responsables de l’Œuvre des Écoles d’Orient choisissent Charles Lavigerie pour être le 1er directeur général de leur jeune Œuvre.

### Prédicateur à Notre-Dame
En 1834 Ravignan est revenu à Saint-Acheul, près d’Amiens où entre autres il donne les Exercices spirituels. L’année suivante (1835) il est prédicateur à la cathédrale d'Amiens. On remarque son talent d’orateur sacré, et bientôt il est invité à Paris (1836) où il donne le carême à l’église Saint-Thomas d’Aquin. L’année suivante Mgr de Quélen, archevêque de Paris, le sollicite pour prendre la relève de  Lacordaire (pas encore dominicain) — qui quitte Paris pour Rome — comme prédicateur des conférences de Carême à Notre-Dame. Ravignan occupera cette charge de 1837 à 1846. De 1837 à 1842 il est simultanément supérieur de la communauté jésuite de Bordeaux.
Ces conférences sont préparées avec grande diligence. Ravignan n’ignore pas que Notre-Dame est la grande tribune catholique de Paris et que même l’intelligentsia sceptique du temps se déplace pour écouter les conférences de Notre-Dame. Durant les deux premières années, se limitant à l’élaboration d’une base intellectuelle solide pour sa profession de foi catholique, il ne mentionne pas le nom du Christ. Son éloquence sacrée, fleurie et raffinée, appartient au XIXe siècle. Sa logique sereine et son zèle tranquille font merveille : il a du succès. À partir de 1841 il a l’audace d’introduire de véritables exercices de dévotion spirituelle en vue de Pâques. Il accompagne ses sermons de longues présences au confessionnal où le visitent des pénitents qui avaient abandonné les sacrements depuis de nombreuses années. Fernessole écrit « Il dominait par sa présence majestueuse, et impressionnait le public avec sa logique irrésistible et la grande autorité naturelle de sa personnalité ». Comme on félicitait Lacordaire de ses grands succès de prédicateur, il répondit : " Oui, je fais monter les gens sur les confessionnaux pour me voir; mais le P. de Ravignan les y fait entrer." 
Une maladie l'empêche de prêcher le Carême de 1847. Il est remplacé à Notre–Dame à partir de 1848. Ravignan visite et prêche également dans d’autres cathédrales et église importantes de France, à Lyon, Besançon, Rouen, Toulouse et Metz, et à l’étranger (Londres, Bruxelles) jusqu’à ce que, en 1846, la fatigue le contraigne à s’arrêter. En 1848 il reprend la prédication à la résidence des jésuites de la rue de Sèvres, à Paris, dont il est le supérieur de 1848 à 1851.

### Écrivain
Dans les années 1840 la Compagnie de Jésus est violemment attaquée dans des conférences publiques données par Edgar Quinet et Jules Michelet. Calomnies et fausses allégations circulent qui menacent à nouveau de provoquer une expulsion des Jésuites. Il est demandé à Ravignan de réfuter pour le grand public ce dénigrement systématique. C’est son livre ‘De l’existence et l’institut des Jésuites’ publié en 1844, dans lequel il expose clairement, et avec l’éloquence qui lui est habituelle, les origines, la nature et l’esprit de l’institut religieux fondé par Ignace de Loyola. Il insiste qu’un membre de la Compagnie de Jésus n’a pas vocation d’être ennemi de sa patrie : « J’ai n’ai pas toujours été un jésuite. Avant de devenir prêtre et jésuite j’étais un homme de mon époque, ce que je suis toujours. Un Français, je n’ai jamais cessé d’être ». 25 000 copies du livre sont vendues en un an. Avec sa plume et parole il prend part également aux combats pour la liberté de l’Église et l’enseignement catholique en France. 
Étant donné son audience et la grande estime dont il jouit dans son pays le supérieur général, Jean-Philippe Roothaan, lui demande d’écrire l’histoire des dernières années de l’ancienne Compagnie, pour donner une version claire et objective de ce qui s’est passé sous les règnes des deux papes Clément. En 1854 est publié le livre Clément XIII et Clément XIV. Ravignan y compare la sympathie courageuse du premier avec la faiblesse regrettable du second (qui supprima la Compagnie de Jésus en 1773).

### Direction spirituelle
Sa santé s’étant améliorée, Ravignan reprend les exercices spirituels de Pâques à Notre-Dame de Paris en 1850-1851. Son ministère sacerdotal se tourne de plus en plus vers l’introduction et l’enseignement de la foi. Cela suscite des conversions, telles celles du général Donnadieu, du docteur Hippolyte Royer-Collard, du duc Paul-Charles de Wurtemberg, de Charles Walckenaer, ou encore des ducs Antoine de Gramont et Victor de Bellune.  
Des catholiques éminents de Paris se tournent vers lui pour la direction spirituelle et de nombreux protestants reviennent à l’Église catholique. Lorsque Félix Dupanloup est fait évêque d’Orléans, il lui confie la direction spirituelle des « Filles de Marie », institut nouveau que patronne Madame Swetchine. Il est fort demandé dans les communautés religieuses auxquelles il donne les Exercices spirituels de saint Ignace. Sa spiritualité est pratique et solide, basée sur l’oraison et le discernement propre, qui ensemble donnent comme fruit la paix de l’âme. 
Bien que Ravignan œuvre parmi les personnalités célèbres et importantes de son temps il ne néglige pas les simples et anonymes. Invité en 1855 à prêcher le carême au château des Tuileries, il donne simultanément des sermons aux vieillards des Petites sœurs des pauvres, sans leur révéler son identité.
Malgré ses maux et infirmités grandissants, il reste infatigable dans ce travail apostolique, jusqu'au jour où, le 3 décembre 1857, il s’effondre dans son confessionnal alors qu’il écoutait un pénitent. Il meurt trois mois plus tard, le 26 février 1858.

## Postérité
En 1867, une petite dizaine d'années après sa mort, une des plus anciennes rues du quartier Montmartre de Paris fut rebaptisée rue Ravignan, puis se vit en 1911 attribuer le nom d'Émile Goudeau.
Il existe aussi une rue de Bayonne ainsi qu’un square au nom de Xavier de Ravignan.

## Œuvres
- De l'existence et de l'institut des Jésuites, Paris, 1844.
- Clément XIII et Clément XIV (2 vol.), Paris, 1854).
- Entretiens spirituels, París, 1862. (Dernière retraite... donnée aux religieuses carmélites du monastère de la rue de Messine à Paris, Paris, 1859.
- Conférences, (ed. Charles Aubert), 4 vol., Paris, 1860.
- La Vie chrétienne d'une dame dans le monde, (éd. Charles Aubert), Paris, 1861.